# جدبرا
جدبرا (به انگلیسی: Jedburgh) یک شهرک در اسکاتلند است که در اسکوتیش بوردرز واقع شده‌است. جدبورگ ۴٬۰۹۰ نفر جمعیت دارد.